# Christian von Stöcken
Christian von Stöcken (* 15. Februar 1694; † 29. April 1762) war ein dänischer Staats- und Geheimrat.

## Familie
Stöcken stammte aus einer Rendsburger Ratsherrenfamilie. Sein Urgroßvater Hinrich von Stökken († 1643) war dort Zollverwalter. Sein Großvater Heinrich von Stöcken (1631–1681) kontrollierte als Rentmeister und Generalkriegskommissar das gesamte dänische Finanzwesen und wurde 1679 in den Adelsstand erhoben. Der Vater Hans Heinrich von Stöcken (1666–1709) war zuletzt dänischer Gesandter bei den Generalstaaten, die Mutter Marie von Boefeke starb 1732.
Stöcken heiratete 1720 Charlotte Frederikke Amalie (* 1693), Tochter des Obergerichtsassessors Hans von Voscamp und der Anna Margrethe Weyberg. Die Ehe blieb kinderlos. Sie starb am 2. Mai 1760.

## Laufbahn
Stöcken kam nach dem Tod seines Vaters nach Kopenhagen. 1719 wurde er zum Mitglied des Justizrates und zwei Jahre später zum Assessor am Hofgericht ernannt. Obwohl sein Anwesen 1726 überschuldet war, behielt Stöcken das Vertrauen des Königs. Er wurde 1734 Assessor am Obersten Gerichtshof, ein Jahr später Staatsrat, 1743 Konferenzrat und 1746 Kammerherr. Ab 1739 saß Stöcken im Kollegium der Generalkircheninspektion. Zuletzt wurde er 1760 zum Geheimrat ernannt.
Nach dem Tod seines Vetters, Schoutbynacht Henrik Brandt, erwarb Stöcken das Gut Gammelgaard (Ryde Sogn) auf Lolland. Einige Jahre vor seinem Tod übergab er den Besitz gegen Zahlung einer Leibrente an Adam Gottlob von Moltke.
Christian von Stöcken starb am 29. April 1762 im Alter von 68 Jahren.

## Auszeichnungen
Stöcken wurde 1754 Ritter des Dannebrogordens und erhielt 1761 den Ordre de l’union parfaite der Königinwitwe.

## Belege
1. ↑  von Støcken (Falschschreibung; Auszug der Stammtafel und Wappen; abgerufen am 15. April 2019)

| Personendaten    | Personendaten                    |
| ---------------- | -------------------------------- |
| NAME             | Stöcken, Christian von           |
| ALTERNATIVNAMEN  | Støcken, Christian von (dänisch) |
| KURZBESCHREIBUNG | dänischer Staats- und Geheimrat  |
| GEBURTSDATUM     | 15. Februar 1694                 |
| STERBEDATUM      | 29. April 1762                   |